# Patryk Krężołek
Patryk Krężołek (ur. 14 września 1998 w Krynicy-Zdroju) – polski hokeista, reprezentant Polski.

## Kariera
- KTH Krynica do lat 16 (2013/2014)
- SMS I Sosnowiec (2014/2015)
- SMS II Sosnowiec (2014/2015)
- MOSM Tychy do lat 18 (2015/2016)
- SMS Sosnowiec do lat 20 (2015/2016, 2016/2017)
- SMS Sosnowiec do lat 18 (2016/2017)
- PKH 2014 Gdańsk do lat 20 (2017)
- GKS Katowice (2017-2023)
  -  PZHL do lat 23 (2018/2019, 2019/2020)
- Zagłębie Sosnowiec (2023-2025)
- HC Baník Sokolov (2025-)

Wychowanek klubu w rodzinnej Krynicy. W maju 2017 został zawodnikiem GKS Katowice. Przedłużał umowę z klubem w lipcu 2018 o rok, a w maju 2019 o trzy lata. Od połowy 2023 zawodnik Zagłębia Sosnowiec. W kwietniu 2025 zostal ogłoszony zawodnikiem czeskiego klubu HC Baník Sokolov.
W barwach reprezentacji Polski do lat 18 uczestniczył w turniejach mistrzostw świata juniorów do lat 18 edycji 2015, 2016 (Dywizja IIA). W barwach reprezentacji Polski do lat 20 uczestniczył w turnieju mistrzostw świata juniorów do lat 20 edycji 2017 (Dywizja IB). Podjął występy w seniorskiej kadrze Polski. Uczestniczył w turnieju mistrzostw świata edycji 2024 (Elita).

## Osiągnięcia
Reprezentacyjne
- Awans do mistrzostw świata juniorów do lat 18 Dywizji I Grupy B: 2016

Klubowe
- Złoty medal mistrzostw Polski juniorów starszych: 2017 z PKH 2014 Gdańsk
- Srebrny medal mistrzostw Polski: 2018 z Tauron KH GKS Katowice
- Brązowy medal mistrzostw Polski: 2019, 2020[6] z GKS Katowice
- Złoty medal mistrzostw Polski: 2022, 2023 z GKS Katowice
- Superpuchar Polski: 2022 z GKS Katowice

Indywidualne
- Mistrzostwa świata do lat 18 w hokeju na lodzie mężczyzn 2016/II Dywizja#Grupa A:
  - Piąte miejsce w klasyfikacji strzelców turnieju: 5 goli[7]